# Tomiño
Tomiño és un municipi de la província de Pontevedra, a Galícia. Pertany a la comarca del Baixo Miño. Limita al nord amb Gondomar, al nord-est amb Tui, a l'est i al sud amb Portugal, al sud-oest amb O Rosal i a l'oest amb Oia.

## Parròquies
Amorín (San Xoán), Barrantes (San Vicente), Currás (San Martiño), Estás (Santiago), Figueiró (San Martiño), Forcadela (San Pedro), Goián (San Cristóbal), Piñeiro (San Salvador), Pinzás (Santa María), San Salvador de Tebra (San Salvador), Sobrada (San Salvador), Taborda (San Miguel), Tebra (Santa María), Tomiño (Santa María) i Vilameán (San Bieito).

## Fills il·lustres de Tomiño
- Eliseo Alonso Rodríguez, escriptor (1924-1996)
- Xosé Lois Franco Grande (n. 1936)